# Vrijdagmoskee van Nain
De Vrijdagmoskee van Nain (Perzisch: مسجد جامع نایین - Masjid-e-Jameh Na'in) is de grote moskee (Jameh) in de stad Nain, gelegen in de provincie Isfahan (Iran). Hoewel de moskee één van de oudste van Iran is, wordt deze nog steeds gebruikt. Zij valt onder de bescherming van de Iraanse organisatie voor cultureel erfgoed.
De moskee dateert mogelijk uit de 9e eeuw. In het interieur is Seltsjoekse vakmanschap zichtbaar met betrekking tot de patronen in baksteen, daterend uit de 11e eeuw. Net zoals de Tarikhaneh van Damghan en de Vrijdagmoskee van Isfahan is deze moskee in khorasanstijl gebouwd.